# Yoo Ho-jeong
Yoo Ho-jeong (24 de enero de 1969) es una actriz surcoreana. 

## Carrera
Debutó en 1991 y ha sido protagonista en cine y televisión desde entonces, personajes que incluyen a una divorciada cuyo marido vive al lado, en el drama Definitely Neighbors (2010), y a la protagonista adulta en la exitosa película Sunny (2011).
En 2013 se convirtió en anfitriona de su primer espectáculo de variedades, el programa de estilo de vida Olive Show en el canal de cable O'live TV.

## Filmografía

### Serie de televisión
| Año  | Título                          | Rol            | Red       |
| ---- | ------------------------------- | -------------- | --------- |
| 1991 | Humble Men                      | Seo Chan-kyung | MBC       |
| 1991 | Our Paradise                    | Jae-eun        | MBC       |
| 1991 | Keep Your Voice Down            | Ok-yi          | SBS       |
| 1992 | Yesterday's Green Grass         | Da-hye         | KBS2      |
| 1993 | To Live                         | Eun-pyo        | SBS       |
| 1993 | Marriage                        | Na Chae-young  | SBS       |
| 1994 | MBC Best Theater "Two Women"    | MBC            |           |
| 1994 | Farewell                        | Kang Yoo-rim   | SBS       |
| 1994 | From June to August             | Yoon Hae-yeon  | MBC       |
| 1995 | Even If the Wind Blows          | Kyung-joo      | KBS2      |
| 1996 | Milky Way                       | Young-hee      | KBS1      |
| 1996 | The Scent of Apple Blossoms     | Seo Young-ae   | MBC       |
| 1996 | Drama Game "Deep Sea"           | (cameo)        | KBS2      |
| 1997 | Drama City "Still Time to Love" | Lee Jung-woo   | KBS2      |
| 1997 | Into the Storm                  | Hae-joo        | KBS2      |
| 1997 | Light in the Field              | Park Soo-jin   | KBS1      |
| 1997 | The Woman Next Door             | Lee Jung-in    | SBS       |
| 1998 | Lie                             | Jung Eun-soo   | KBS2      |
| 1998 | Angel's Kiss                    | Han Seol-hwa   | KBS2      |
| 1999 | Trap of Youth                   | Noh Young-joo  | SBS       |
| 1999 | Rising Sun, Rising Moon         | Park Young-joo | KBS1      |
| 2002 | Man of the Sun, Lee Je-ma       | Woon-young     | KBS2      |
| 2003 | Women Next Door                 | Yoon Mi-yeon   | MBC       |
| 2003 | Rosemary                        | Lee Jung-yeon  | KBS2      |
| 2006 | Thank You, My Life              | Han Yeon-kyung | KBS2      |
| 2006 | Outrageous Women                | Song Mi-joo    | MBC       |
| 2007 | Kimcheed Radish Cubes           | Yoo Eun-ho     | MBC       |
| 2009 | Can Anyone Love                 | Oh Seol-ran    | SBS       |
| 2010 | Definitely Neighbors            | Yoon Ji-young  | SBS       |
| 2011 | The Garden of Heaven            | Jung Jae-in    | Channel A |
| 2013 | Give Love Away                  | Jung Yoo-jin   | MBC       |
| 2015 | Heard It Through the Grapevine  | Choi Yeon-hee  | SBS       |

### Cine
| Año  | Título                      | Rol                               |
| ---- | --------------------------- | --------------------------------- |
| 1998 | First Kiss                  | actriz Jajangmyeon (cameo)        |
| 2000 | Promenade                   | primer amor de Young-hoon (cameo) |
| 2002 | Chi-hwa-seon                | Mae-hyang                         |
| 2006 | I'm a Cyborg, But That's OK | madre de Il-soon                  |
| 2011 | Sunny                       | Im Na-mi                          |
| 2014 | Awaiting (short film)       | Sa-ra                             |
| 2017 | Your Name is Rose           | Hong Jang-mi                      |